# Kenga
Kenga gehört zu den Sara-Bagirmi-Sprachen, die zum Zentralsudanischen Zweig der Nilo-Saharanischen Sprachen gehören.
Es wird von 40.000 Menschen in 52 Dörfern in der Umgebung von Bitkine (Provinz Guéra) gesprochen.
Das Kenga ist eine SVO-Sprache. Es hat weder Genus noch Nominalklassen. Das Verbsystem umfasst ein Dutzend verschiedener Tempus- und Aspekt-Formen.

## Phonologie
Das Konsonantensystem des Kenga sieht folgendermaßen aus:
|            |            | Labial | Alveolar | Palatal | Velar |
| Plosive    | stimmlos   | p      | t        | c       | k     |
| Plosive    | stimmhaft  | b      | d        | j       | g     |
| Nasale     | Nasale     | m      | n        | ɲ       | ŋ     |
| Implosive  | Implosive  | ɓ      | ɗ        |         |       |
| Frikative  | stimmlos   |        | s        |         |       |
| Frikative  | stimmhaft  |        | z        |         |       |
| Liquide    | Liquide    |        | l / r    |         |       |
| Halbvokale | Halbvokale | w      |          | y       |       |

Dazu ist zu bemerken, dass der stimmhafte alveolare Frikative /z/ im Allgemeinen und der palatale Nasal /⁠ɲ⁠/ am Wortanfang sehr selten sind.
Das Kenga hat drei Töne (hoch, mittel und tief), sie unterscheiden sowohl Wörter als auch verschiedene Verbformen, z. B. áásà H-T „du beendest“ vs. ààsā T-M „er beendet“.

## Grammatik
Das Kenga weist folgende Verbformen auf – im Schema bedeutet PN ein Präfix, das Person und Numerus anzeigt:
| Neutral         | PN-V      | m-ɔyɔ      | ich verstecke         |
| Perfekt         | PN-V-ga   | m-ɔy-ga    | ich habe versteckt    |
| Präteritum      | PN-V-o    | m-ɔy-o     | ich versteckte        |
| Plusquamperfekt | PN-V-o-ga | m-ɔy-o-ga  | ich hatte versteckt   |
| Progressiv      | PN-V k-V  | m-ɔy k-ɔyɔ | ich bin am Verstecken |
| Futur           | PN-k-V    | m-k-ɔyɔ    | ich werde verstecken  |
| Imperativ       | V         | ɔyɔ        | verstecke!            |

Person und Numerus werden mit Präfixen und Suffixen und zum Teil durch Ton angezeigt; die Tabelle zeigt die Konjugation der einfachen Form (Neutral):
| 1sg | m-     | m-áásā | ich beende  |
| 2sg | H-     | áásā   | du beendest |
| 3sg | T-     | ààsā   | er beendet  |
| 1pl | j-     | j-áásā | wir beenden |
| 2pl | H- -ki | áás-ki | ihr beendet |
| 3pl | T-     | ààsā   | sie beenden |